# Lara van Ruijven
Lara Victoria van Ruijven (* 28. Dezember 1992 in Naaldwijk; † 10. Juli 2020 in Perpignan) war eine niederländische Eisschnellläuferin (Shorttrack).

## Werdegang
Van Ruijven debütierte im Weltcup im Februar 2011 in Dresden. Dort belegte sie den 30. Platz über 1500 m und den 27. Rang über 500 m. Bei den Juniorenweltmeisterschaften 2011 in Courmayeur gewann sie Silber über 500 m. In der Saison 2012/13 holte van Ruijven in Dresden mit der Staffel über 3000 m ihren ersten Weltcupsieg. Bei den Europameisterschaften 2013 in Malmö und den Europameisterschaften 2014 in Dresden holte sie jeweils mit der Staffel über 3000 m die Goldmedaille. Bei ihrer ersten Olympiateilnahme 2014 in Sotschi errang van Ruijven den 17. Platz über 500 m. Im Januar 2015 gewann sie bei den Europameisterschaften in Dordrecht Silber mit der Staffel über 3000 m. Zu Beginn der Saison 2015/16 erreichte sie in Toronto mit dem zweiten Platz über 500 m erstmals im Weltcupeinzelrennen eine Podestplatzierung. Im weiteren Saisonverlauf kam van Ruijven über 500 m viermal unter die ersten Zehn, darunter Platz drei in Dresden und erreichte damit den vierten Platz im Weltcup über 500 m. Zudem wurde sie in Shanghai Dritte mit der Staffel. Bei den Europameisterschaften 2016 in Sotschi gewann van Ruijven die Goldmedaille mit der Staffel. Zudem wurde sie Vierte im Mehrkampf und errang dabei den dritten Platz über 3000 m und den zweiten Platz über 500 m. Bei den Weltmeisterschaften 2016 in Seoul gelang ihr der sechste Platz mit der Staffel. In der Saison 2016/17 kam van Ruijven mit der Staffel im Weltcup einmal auf den dritten Platz, zweimal auf den zweiten Rang und in Dresden auf den ersten Platz. Bei den Europameisterschaften 2017 in Turin holte sie die Bronzemedaille mit der Staffel und belegte im März 2017 bei den Weltmeisterschaften in Rotterdam den vierten Platz mit der Staffel. Im November 2017 holte sie in Seoul mit der Staffel ihren dritten Weltcupsieg. Ebenfalls mit der niederländischen Staffel gewann sie 2018 über 3000 m bei den Olympischen Winterspielen in Pyeongchang die Bronze- und bei den Weltmeisterschaften in Montreal die Silbermedaille.
In der Saison 2018/19 errang van Ruijven über 500 m zwei zweite Plätze und holte in Calgary ihren ersten Weltcupeinzelsieg. Zudem gewann sie zweimal mit der Staffel und belegte zweimal den zweiten Platz. Sie erreichte damit den dritten Platz im Weltcup über 500 m. Bei den Europameisterschaften 2019 in Dordrecht gewann van Ruijven die Bronzemedaille über 500 m und die Goldmedaille mit der Staffel. Im Mehrkampf wurde sie dort Siebte. Bei den Weltmeisterschaften 2019 in Sofia gewann van Ruijven über 500 m die Goldmedaille. In der folgenden Saison siegte sie dreimal mit der Staffel und errang jeweils einmal den zweiten und dritten Platz. Zudem kam van Ruijven über 500 m zweimal auf den dritten und in Dordrecht auf den ersten Platz und errang damit den fünften Platz im Weltcup. Bei den Europameisterschaften 2020 in Debrecen gewann sie die Silbermedaille über 1000 m und die Goldmedaille mit der Staffel.
Während eines Trainingslagers in Frankreich im Juni 2020 wurde bei ihr eine Autoimmunerkrankung diagnostiziert, woraufhin sie in ein Krankenhaus im französischen Perpignan eingeliefert wurde. Dort starb sie trotz zweier Operationen am 10. Juli 2020 im Alter von 27 Jahren.

## Weltcupsiege

### Weltcupsiege im Einzel
| Nr. | Datum            | Ort       | Disziplin |
| --- | ---------------- | --------- | --------- |
| 1.  | 4. November 2018 | Calgary   | 500 m     |
| 2.  | 15. Februar 2020 | Dordrecht | 500 m     |

### Weltcupsiege im Team
| Nr. | Datum             | Ort         |
| --- | ----------------- | ----------- |
| 1.  | 10. Februar 2013  | Dresden 1   |
| 2.  | 5. Februar 2017   | Dresden 2   |
| 3.  | 19. November 2017 | Seoul 2     |
| 4.  | 9. Dezember 2018  | Almaty 2    |
| 5.  | 10. Februar 2019  | Turin 2     |
| 6.  | 7. Dezember 2019  | Shanghai 3  |
| 7.  | 9. Februar 2020   | Dresden 2   |
| 8.  | 16. Februar 2020  | Dordrecht 2 |

## Persönliche Bestzeiten
| 0500 m | 0:42,453 s    | (aufgestellt am 3. November 2019 in Salt Lake City)  |
| 1000 m | 1:28,006 min. | (aufgestellt am 10. November 2018 in Salt Lake City) |
| 1500 m | 2:23,588 min. | (aufgestellt am 17. März 2018 in Montreal)           |
| 3000 m | 5:14,025 min. | (aufgestellt am 4. Januar 2015 in Amsterdam)         |